# Национальная ассамблея Гайаны
Национальная ассамблея (англ. National Assembly) — законодательный орган (парламент) Гайаны. Избирательное право предоставляется гражданам Гайаны и других стран Содружества, которым исполнилось уже более 18 лет и проживающим на территории Гайаны, по крайней мере за год до выборов. Кандидатами могут быть только граждане Гайаны, также старше 18 лет. Также необходимо знать английский язык достаточно для свободного, активного участия в работе парламента, для которого английский язык является рабочим.

## Состав
В Ассамблею входят 65 депутатов. 53 избираются на 5 лет по пропорциональной системе, 12 назначаются местными советами провинций.

## Полномочия
Президент Гайаны избирается на 5-летний срок по итогам парламентских выборов.

## Спикер
Действующим спикером является Манзур Надир, который был избран в сентябре 2020 года, а заместитель спикера — Ленокс Шуман.

## Ссылка
- National Assembly of Guyana
- IPU PARLINE database: GUYANA (National Assembly), Electoral system